# Жорж Садул
Жорж Садул (на френски: Georges Sadoul) е френски кинокритик и историк на киното.

## Биография
Роден е на 4 февруари 1904 година в Нанси в семейството на местен краевед. Учи в Париж, където се включва първо в кръга на сюрреалистите, а от 1927 година – в Комунистическата партия. Публикува литературна и кинокритика в различни издания, ръководи издаваното от компатията детско списание „Мон камарад“, участва в Съпротивата. След Втората световна война издава в шест тома основния си труд „История на киноизкуството“ („Histoire générale du cinéma“). Той разглежда киното в световен мащаб с акцент върху развиващите се страни, но е критикуван от автори като Клод Шаброл, заради неговата идеологическа тенденциозност.
Жорж Садул умира на 13 октомври 1967 година в Париж.